# Prototypenrepräsentation
Die Prototypenrepräsentation (auch Prototypenbildung) ist eine Theorie aus dem Bereich der Kognitiven Psychologie über das Erlernen von Begriffen und ist somit ein Teil der Begriffsbildung. Die Kernaussage dieser Theorie besteht darin, dass konkrete Begriffe in Form gedanklicher Schemata (Repräsentationen) von typischen Beispielen gespeichert werden und nicht als Summe der gemeinsamen Eigenschaften aller Vertreter dieses Begriffes. Verwendung findet das Konzept besonders in der Sprachwissenschaft, die damit individuelle und gruppenspezifische Repräsentationsmodelle untersucht.